# Peter Arno
Peter Arno, de son nom véritable Curtis Arnoux Peters, est un dessinateur de presse américain né le 8 janvier 1904 à New York et mort le 22 février 1968 à Port Chester. Il est connu pour avoir participé au magazine The New Yorker depuis sa création en 1925.

## Biographie
Arno fait ses études à l'Hotchkiss School (en) et à Yale, où il réalise des illustrations, couvertures et bandes dessinées pour un magazine étudiant. En parallèle, il est membre d'un groupe de jazz.
Il s'installe à Manhattan et intègre la rédaction du magazine The New Yorker, qui vient de démarrer. Arno y crée illustrations, couvertures, dessins de presse à partir de 1925 et jusqu'en 1968, l'année où il décède. Ses travaux participent à la notoriété du magazine par son humour raffiné et ses illustrations de qualité.

## Œuvres
- Whoops Dearie!. New York: Simon & Schuster, 1927.
- Parade. New York: H. Liveright, 1929.
- Hullabaloo. New York: H. Liveright, 1930.
- Circus. New York: H. Liveright, 1931.
- Favorites. New York: Blue Ribbon Books, 1932.
- For Members Only. New York: Simon & Schuster, 1935.
- Cartoon Revue. New York: Simon & Schuster, 1941.
- Man in the Shower. New York: Simon & Schuster, 1944.
- Sizzling Platter. New York: Simon & Schuster, 1949.
- Ladies and Gentlemen. New York: Simon & Schuster, 1951.
- Hell of a Way to Run a Railroad. New York: Simon & Schuster, 1956.
- Lady in the Shower. New York: Simon & Schuster, 1967.
- Peter Arno. New York: Dodd, Mead, 1979.

### Documentation
En avril 2016 paraît une biographie, écrite par Michael Maslin et intitulée Peter Arno: The Mad Mad World of The New Yorker's Greatest Cartoonist (éd. Regan Arts).